# Чурловаць
45°58′ пн. ш. 16°54′ сх. д. / 45.97° пн. ш. 16.90° сх. д.
Чурловаць (хорв. Ćurlovac) — населений пункт у Хорватії, в Б'єловарсько-Білогорській жупанії у складі громади Велико Тройство.

## Населення
Населення за даними перепису 2011 року становило 261 осіб.
Динаміка чисельності населення поселення: